# Эволвер
«Эволвер» (англ. Evolver) — кинофильм, фантастический фильм режиссёра Марка Росмана.

## Сюжет
Доктор Рассел Беннет вдали от цивилизации, посреди джунглей, проводил испытания боевой машины, которая способна самостоятельно выявить и уничтожить противника. Смертоносное устройство показало на испытаниях хорошие результаты, но проект был заморожен.
Через несколько лет компания «Турбоплей Индастриз» выпускает на основе прошлых разработок игрового домашнего робота Эволвера, задуманного как простая игрушка. Его удаётся выиграть в конкурсе Кайлу Бакстеру, любителю компьютерных игр. Робот был задуман как безобидный противник в перестрелках на лазерных пистолетах.
Но оказалось, что Эволвер не так уж безопасен. Он совершенствуется с каждым проигрышем, оставляя противникам всё меньше шансов, и в какой-то момент становится смертельно опасным.  И оказалось, что для победы Эволвер не ограничивает себя в выборе средств. Робот использует в качестве оружия всё, что может найти в обычном доме и на улице и начинает убивать всех кого встретит. Чтобы уничтожить монстра, его владельцу понадобятся все познания в компьютерах и шутерах.

## Критика
Согласно рецензии журнала Wired это фильм о параноидальной боязни новых технологий и о том, что видеоигры всё-таки могут научить подростков чему-то полезному, как минимум в борьбе за выживание в мире взбесившихся технологий. Фильм необыкновенно тупой и одновременно гомерически смешной своей тупизной.

## В ролях
- Итан Эмбри — Кейл Бакстер
- Кэссиди Рей — Джейми Сандерс
- Пол Дули — Джерри Бриггс
- Джон Ланси — Рассел Беннетт
- Нассира Никола — Али Бакстер
- Ченс Куинн — Зак Рензетти